# A Hampton Court-i híd alatt
A Hampton Court-i híd alatt (Under the bridge at Hampton Court) Alfred Sisley festménye, amely a svájci Winterthur szépművészeti gyűjteményének része.
A festmény 1874-ben készült impresszionista szellemben. A kép az angliai Hampton Court hídját ábrázolja szokatlan nézőpontból, alulról. A híd vasszerkezete és kőből rakott pillérei ritmikus rendben vezetik a szemlélő tekintetét a kép középpontja, a folyó túlsó partja felé. A víz visszatükrözi a környező természet tarka fényeit és a híd sötét árnyékát. A folyón evezősök haladnak a buja zöld háttér előtt, életteli atmoszférával töltve meg az alkotást.